# 1 Samuel 28
1 Samuel 28 es el vigesimoctavo capítulo del Primer Libro de Samuel en el Antiguo Testamento de la Biblia cristiana o la primera parte de los Libros de Samuel en la Biblia hebrea. Según la tradición judía, el libro se atribuyó al profeta Samuel, con adiciones de los profetas Gad y Natán, pero muchos eruditos modernos lo ven como una composición de varios textos independientes de diversas épocas, desde el 630-540 a. C. aproximadamente.  Este capítulo contiene el relato de la huida de David de los repetidos intentos de Saúl de matarlo. Esto se encuentra dentro de una sección que comprende desde 1 Samuel 16 hasta 2 Samuel 5, que registra el ascenso de David como rey de Israel.

## Texto
Este capítulo fue escrito originalmente en el idioma hebreo. Está dividido en 25 versículos.

### Testigos textuales
Algunos manuscritos antiguos que contienen el texto de este capítulo en hebreo son de la tradición del Texto Masorético, que incluye el Códice de Jerusalén (895), el Códice de Alepo (siglo X) y el Códice de Leningrado (1008). Se encontraron fragmentos que contienen partes de este capítulo en hebreo entre los Rollos del Mar Muerto, incluido el 4Q51 (4QSama; 100-50 a. C.) con los versículos 3-4, 9-10 y 12 existentes.
Entre los manuscritos antiguos existentes de una traducción al griego koiné conocida como la Septuaginta (originalmente realizada en los últimos siglos a. C.) se encuentran el Códice Vaticano (B; {\displaystyle \ ara{G}}B; siglo IV) y el Códice Alejandrino (A; {\displaystyle \ ara{G}}A; siglo V).

## Lugares
- Endor
- Gilboa
- Shunem

## Los filisteos se reúnen contra Israel (28:1-2)
Los versículos 1-2 continúan la historia de la época de David entre los filisteos, que se retomará en los capítulos 29-30. Mientras los filisteos se preparaban para otra guerra contra Israel, David se vio en la incómoda situación de tener que demostrar su lealtad a Aquís yendo a luchar contra su propio pueblo.

## Saúl y la médium de Endor (28:3-25)

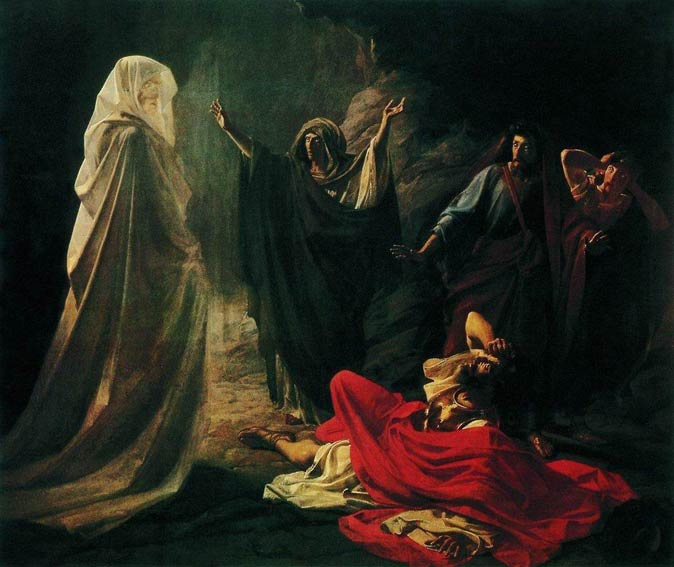
Bruja de Endor de Nikolai Ge, 1857.

En su campamento de Gilboa, frente al gran ejército de filisteos en Sunem, Saúl estaba completamente asustado porque no tenía acceso a la guía divina, como se describe en los versículos 3-6: 
1. Samuel ya estaba muerto y enterrado
2. Saúl había expulsado de la tierra a los «médiums y hechiceros», como exigía la ley (Levítico 19:31; 20:6, 27; Deuteronomio 18:11).
3. Saúl no obtuvo ninguna respuesta cuando buscó la guía de YHWH a través de sueños, suertes sagradas (Urim) y profetas (cf. Jeremías 18:18; Ezequiel 7:26).[16]

Esto hizo que Saúl recurriera desesperadamente a medios prohibidos para conocer la voluntad divina, yendo en contra de sus propias leyes. Como En-Dor estaba situada al noreste de Sunem, es decir, tras las líneas enemigas, Saúl tuvo que ir disfrazado y de noche. La narración sobre la visita de Saúl a la mujer de Endor fue «uno de los textos más extraños de las Escrituras», ya que afirmaba que el espíritu de Samuel podía ser llamado para hablar a través de la brujería. Es discutible si realmente era el espíritu de Samuel o la mujer que se hacía pasar por él, porque no se dio ninguna información nueva aparte de la que ya se conocía por el discurso de Samuel hace mucho tiempo. El texto sí dice que la mujer «vio una figura que se acercaba», a quien Saúl supuso que era «Samuel» (versículo 14), y se aterrorizó (ya que tal vez nunca antes había tenido este resultado), además de saber que Saúl era quien lo pedía (versículo 12). El punto principal de la narración es mostrar cómo Saúl fue totalmente apartado de YHWH y fracasó como rey en proteger a Israel, ya que él mismo y sus herederos morirían a manos de los filisteos.

### Versículo 3
«Samuel había muerto, y todo Israel lo había llorado y enterrado en Ramá, en su propia ciudad. Y Saúl había expulsado de la tierra a los médium y a los espiritistas».
La primera frase es una repetición de 1 Samuel 25:1.

### Comentarios sobre Samuel
- Auld, Graeme (2003). «1 & 2 Samuel».  En James D. G. Dunn and John William Rogerson, ed. Eerdmans Commentary on the Bible. Eerdmans. ISBN 9780802837110.
- Bergen, David T. (1996). 1, 2 Samuel. B&H Publishing Group. ISBN 9780805401073.
- Gordon, Robert P. (1999). I & II Samuel, A Commentary. Zondervan. ISBN 978-0310230229.
- Hertzberg, Hans Wilhelm (1964). I & II Samuel, A Commentary (trans. from German 2nd edition 1960 edición). Westminster John Knox Press. p. 19. ISBN 978-0664223182.
- Tsumura, David Toshio (2007). The First Book of Samuel. Eerdmans. ISBN 9780802823595.

### General
- Breytenbach, Andries (2000). «Who Is Behind The Samuel Narrative?».  En Johannes Cornelis de Moor and H.F. Van Rooy, ed. Past, Present, Future: the Deuteronomistic History and the Prophets. Brill. ISBN 9789004118713.
- Coogan, Michael David (2007).  Coogan, Michael David; Brettler, Marc Zvi; Newsom, Carol Ann et al., eds. The New Oxford Annotated Bible with the Apocryphal/Deuterocanonical Books: New Revised Standard Version, Issue 48 (Augmented 3rd edición). Oxford University Press. ISBN 978-0195288810.
- Fitzmyer, Joseph A. (2008). A Guide to the Dead Sea Scrolls and Related Literature. Grand Rapids, MI: William B. Eerdmans Publishing Company. ISBN 9780802862419.
- Halley, Henry H. (1965). Halley's Bible Handbook: an abbreviated Bible commentary (24th (revised) edición). Zondervan Publishing House. ISBN 0-310-25720-4. (requiere registro).
- Hayes, Christine (2015). Introduction to the Bible. Yale University Press. ISBN 978-0300188271.
- Jones, Gwilym H. (2007). «12. 1 and 2 Samuel».  En Barton, John; Muddiman, John, eds. The Oxford Bible Commentary (first (paperback) edición). Oxford University Press. pp. 196-232. ISBN 978-0199277186. Consultado el 6 de febrero de 2019.
- Klein, R.W. (2003). «Samuel, books of».  En Bromiley, Geoffrey W, ed. The International Standard Bible Encyclopedia. Eerdmans. ISBN 9780802837844.
- Knight, Douglas A (1995). «Chapter 4 Deuteronomy and the Deuteronomists».  En James Luther Mays, David L. Petersen and Kent Harold Richards, ed. Old Testament Interpretation. T&T Clark. p. 62. ISBN 9780567292896.
- Ulrich, Eugene, ed. (2010). The Biblical Qumran Scrolls: Transcriptions and Textual Variants. Brill.
- Würthwein, Ernst (1995). The Text of the Old Testament. Grand Rapids, MI: Wm. B. Eerdmans. ISBN 0-8028-0788-7. Consultado el 26 de enero de 2019.